# Абагурт
Абагурт (удм. Абагурт) — деревня в Глазовском районе Удмуртии в составе сельского поселения Парзинское.

## География
Находится на расстоянии примерно 16 км на юг по прямой от центра района города Глазов.

## История
Известна с 1800 года как починок Кулаковский. В 1873 году здесь (починок Кулаковский или Абагурт) дворов 18 и жителей 224, в 1905 (деревня Кулоковская или Абогурт) 68 и 625, в 1924 (Кулаково или Абагурт) 86 и 590. С 1955 уже Абагурт. Работали колхозы «Гигант», «Маяк», «Победа» и совхоз «Парзинский».

## Население
Постоянное население составляло 50 человек (удмурты 100 %) в 2002 году, 19 в 2012.